# 원광대학교 대전치과병원
원광대학교 대전치과병원(圓光大學校 大田齒科病院)은 대전광역시 서구에 위치한다. 원광대학교 치과대학 부속 치과병원이다.

## 같이 보기
- 원광대학교
- 원광대학교병원
- 대한민국의 치과대학